# 新井忠雄
新井 忠雄（あらい ただお、天保6年2月7日（1835年3月5日） - 明治24年（1891年）2月15日）は、幕末の新選組隊士。諸士調役兼監察、撃剣師範。諡は一業（かずなり）。

## 人物
陸奥国磐城平藩出身。母方の新井家を継ぐ。18歳より江戸で生活し、元治元年（1864年）頃、31歳で新選組に入隊。大酒飲みだったといわれ、慶応2年（1866年）9月の三条制札事件の際にも大量の酒を飲んだ後で、泥酔状態のまま現場へ向かって戦闘に及んだという。
慶応2年（1866年）9月の三条制札事件に出動後は慶応3年（1867年）1月に伊東甲子太郎と共に九州を遊説、3月に帰京。その後、伊東らと共に新選組を離脱して御陵衛士を結成、高台寺の塔頭月真院を屯所としたため伊東らを筆頭に16名が高台寺党とも呼ばれた。高台寺党を結成した16名は伊東、新井の他に伊東の実弟である三木三郎、藤堂平助、服部武雄、篠原泰之進、阿部十郎、富山弥兵衛、内海二郎、加納鷲雄、橋本皆助、毛内監物、清原清、佐原太郎、中西昇、斎藤一だった。
油小路事件で御陵衛士が崩壊すると薩摩藩邸に逃げ込んで存命した。
鳥羽・伏見の戦いでは薩摩軍に属し出陣、戊辰戦争では赤報隊（徴兵七番隊）に加わり、軍曹となって庄内および新潟で戦った。
維新後、司法省官吏として明治政府に出仕、刑部省官僚となった。明治24年（1891年）死去。享年57。